# 日本とキルギスの関係
日本とキルギスの関係（にほんとキルギスのかんけい、英語: Japan–Kyrgyzstan relations、ロシア語: Киргизско-японские отношения、キルギス語: Кыргызстан менен Япониянын мамилеси） では、日本とキルギスの関係について概説する。
安全保障面や貿易などでロシア、同じテュルク系民族であるトルコとの良好な関係維持を重視しつつ、中国や米国等の間でのバランス外交を標榜しているため、日本との交流も緊密である。

## 両国の比較
|             | キルギス                   | 日本                           | 両国の差                  |
| ----------- | -------------------------- | ------------------------------ | ------------------------- |
| 人口        | 645万6900人（2019年）      | 1億2626万人（2019年）          | 日本はキルギスの約19.6倍  |
| 国土面積    | 19万8500km²                | 37万7972 km²                   | 日本はキルギスの約1.9倍   |
| 首都        | ビシュケク                 | 東京都                         |                           |
| 最大都市    | ビシュケク                 | 東京都区部                     |                           |
| 政体        | 共和制                     | （民主制）議院内閣制           |                           |
| 公用語      | キルギス語、ロシア語       | 日本語（事実上）               |                           |
| 国教        | なし                       | なし                           |                           |
| GDP（名目） | 84億5461万米ドル（2019年） | 5兆819億6954万米ドル（2019年） | 日本はキルギスの約601.1倍 |
| 地図        |                            |                                |                           |

## 歴史
ソ連から独立したキルギスを日本は1991年12月28日にカザフスタンなどと同時に国家承認し、1992年の1月26日には外交関係が樹立した。その後、日本の積極的なODAによって両国関係は少しずつ進展し、1995年5月には市場経済化促進のための人材育成を目的とした「キルギス日本人開発センター」がビシュケクに開設された。2003年1月27日にはビシュケクに在キルギス日本大使館が開設され、2004年4月には東京に在日キルギス日本大使館が開設された。
1999年8月には南部のバトケン州にて、タジキスタンやウズベキスタンで主に活動する武装勢力「ウズベキスタンイスラム運動 (IMU)」が国境を越えて邦人の鉱山技師を誘拐する事件「キルギス日本人誘拐事件」が起きている。これを受け、日本政府は三橋秀方駐キルギス大使が本部長、松田邦紀参事官が事務局長を務める現地対策本部長をビシュケクに設置し、アスカル・アカエフ大統領（当時）と共同会見を行った。その後、日本政府とキルギス政府、さらにはタジキスタンなどの協力もあって10月には鉱山技師は無事解放されたものの、身代金の行方など事件の経過に不明な点が多かったことから中央アジアにおけるカントリーリスクを見直す契機ともなった。

## 要人往来

### キルギス要人の訪日

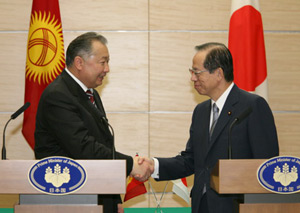
キルギス大統領クルマンベク・バキエフ（左）と内閣総理大臣福田康夫（右）（2007年11月14日、総理大臣官邸にて）

1993年4月、1998年10月、2004年4月にアスカル・アカエフ大統領が訪日、2007年11月にはクルマンベク・バキエフ大統領が訪日して福田康夫内閣総理大臣（当時）と会談、2013年2月にはアルマズベク・アタンバエフ大統領、2019年10月にはソーロンバイ・ジェーンベコフ大統領が訪日している。いずれも実務訪問賓客といての訪日であり、経済協力の深化や外交の緊密化が図られている。キルギス首相も何度か訪日を実施しており、会談に連動してキルギスと日本の経済協力を図る「日本キルギス経済合同会議」も開催されている。

### 日本要人のキルギス訪問
2015年10月には安倍晋三総理大臣（当時）はキルギスを訪問し、アタンバエフ大統領と首脳会談を開いている。そこでは、アフガニスタン、ISIL、北朝鮮核問題、過激主義について意見交換がなされたほか、世界遺産登録された「シルクロード」保護への支援、中央アジアでは極めて貴重な水資源や麻薬問題に関する協力についてが言及された。

## 経済・文化

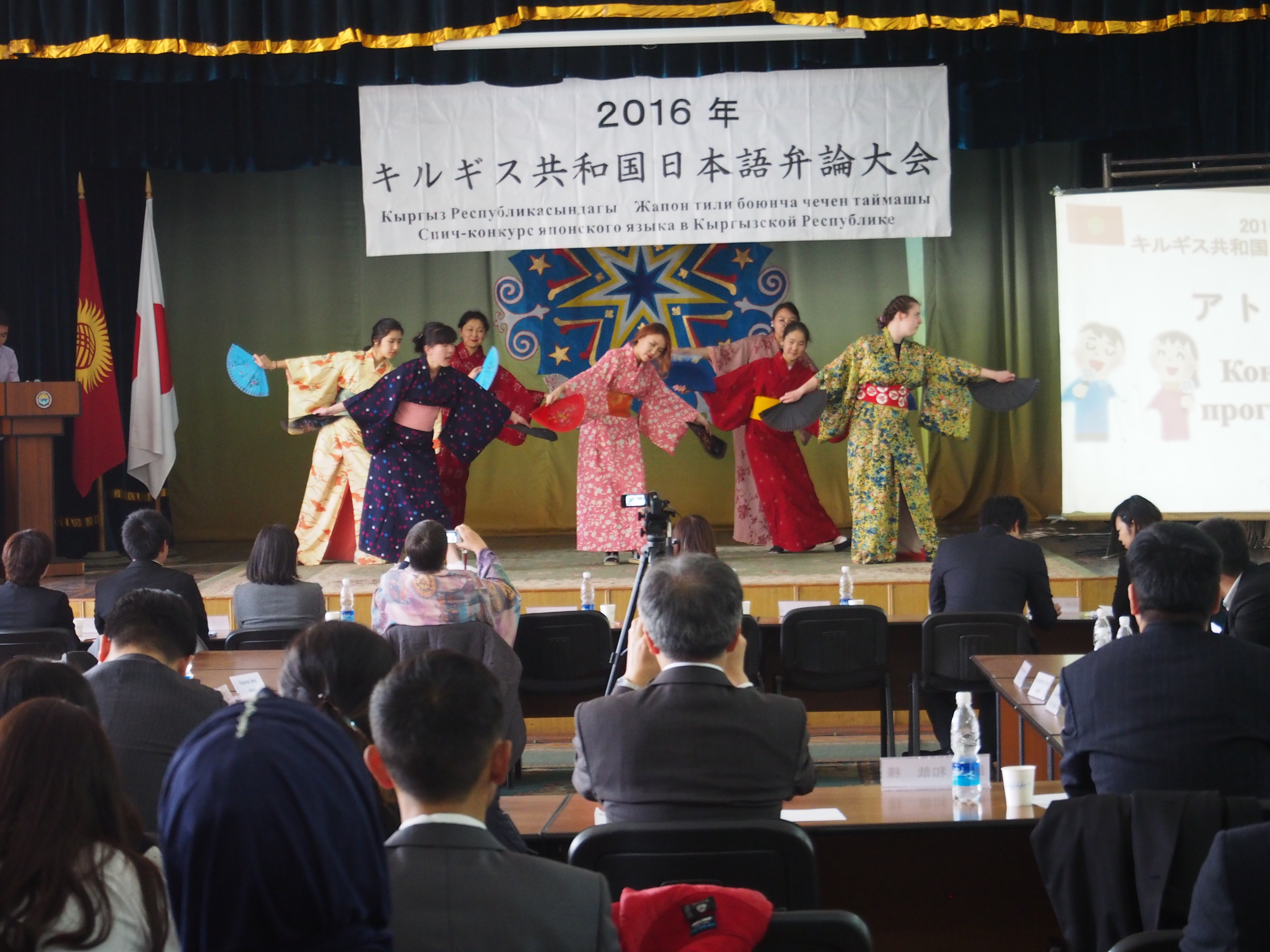
キルギス共和国日本語教師会による、キルギス共和国日本語弁論大会（2016年）。写真はアトラクション

経済支援面では、日本のキルギスに対する支援は2018年までの累計で有償資金協力376億円、無償資金協力300.76億円、技術協力178.99億円にも上っており、これは米国やドイツに次ぐ支援金額である（その他、スイスや韓国が日本と並ぶ主要援助国である）。この背景には、キルギスは「中央アジアのスイス」と呼ばれるほどの観光資源や農畜産物生産に適した気候、また教育水準の高い労働力などを有している事が挙げられ、キルギス自身が貿易や投資を促進し、中央アジアの拠点化を目指している事にある。貿易面では、2019年の日本の対キルギス貿易額は輸出が20.23億円に上る一方、輸入はわずか0.58億円で、大幅な日本の黒字となっている。輸出品は一般機械やゴム製品、輸入品は糖類及び同調整品・はちみつ、植物性原材料、一般機械などである。
文化面でも日本は援助の立場にあり、草の根文化無償資金協力などの文化的な協力は計11件、金額は計3.20億円に上った。主な内容は2010年の柔道器材整備（6920万円）、2014年ビシュケク人文大学東洋国際関係学部日本語学習環境改善（889万円）、2018年カラバルタ市サッカー競技場人工芝設置計画（992万円）、同年国立フィルハーモニー音響照明機材整備（997万円）などである。また、キルギスでは高等教育の場で日本語教育が行われているほか、日本による文化遺産保護に関する交流事業や考古学者・歴史学者の育成なども実施されている。一方、在キルギス日本国大使館は漫画やアニメといった日本文化の発信に努めている。
2023年に放送されたTV番組において親日派である政治家がインタビューに応じ、「その昔、とある民族が魚が好きな人は東へ行き日本人になり、肉が好きな人は西へ行きキルギス人になったと言う伝承がある。」と紹介した。

## 外交使節

### 駐日キルギス大使
1. アスカル・アサンベコヴィチ・クタノフ（2004～2007年、信任状捧呈は5月31日[19]）
2. マラット・アクマトベコヴィチ・ジャマンバエフ（2008～2011年、信任状捧呈は11月17日[20]）
3. ルィスベク・トゥルガンバエヴィチ・モルドガジエフ（2011～2016年、信任状捧呈は9月20日[21]）
4. チンギス・アザマトヴィチ・アイダルベコフ（キルギス語版、ロシア語版、英語版）（外務大臣、2016～2018年、信任状捧呈は6月10日[22]）
  - （臨時代理大使）タライベク・アジクロフ（2018～2019年）
5. ミルラン・エセノヴィチ・アルスタンバエフ（2019～2022年、信任状捧呈は6月13日[23]）
  - （臨時代理大使）エルキンベック・アタベコフ（2022年～）